# Sarah Miles

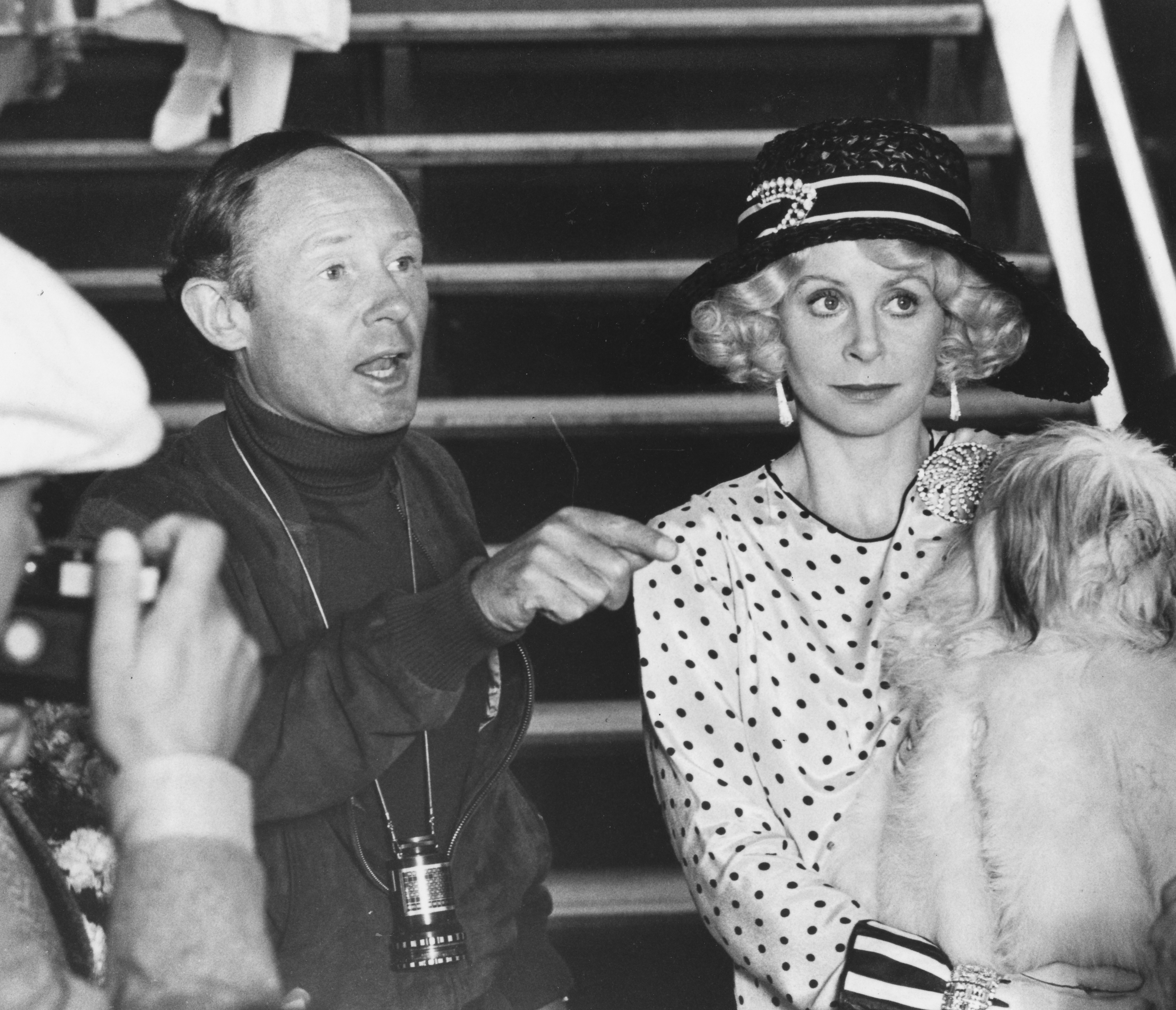
Sarah Miles i son germà Christopher Miles al rodatge de Priest of Love, 1980

Sarah Miles (Ingatestone, Essex, Anglaterra, 31 de desembre de 1941) és una actriu de teatre i cinema anglesa.

## Primers anys i carrera
Sarah Miles va néixer a la petita ciutat d'Ingatestone (comtat d'Essex, Anglaterra).
Primer va anar a l'escola de Roedean però als 15 anys es matriculava a RADA, la Royal Academy of Dramatic Art. Després d'acabar a l'Acadèmia Reial d'Art Dramàtic, Miles debuta el 1962 com Shirley Taylor a Term of Trial (1962), coprotagonitzada amb Laurence Olivier, amb qui va tenir un breu afer. L'any següent, Miles va esdevenir una actriu molt reputada del cinema britànic amb els seus papers a l'obra de Joseph Losey El servent (1963) i de Michelangelo Antonioni Blow Up (1966).
Després d'actuar en una varietat de papers de 1966 a 1969, Miles va ser triada pel paper de Rosy Ryan, la filla de Tom Ryan en la pel·lícula de Lean del 1970 La filla de Ryan. La seva actuació aconseguia una nominació per l'Oscar a la millor actriu.
Encara que ho ha negat, Miles és coneguda pel seu ús freqüent de llenguatge groller. El novembre de 1971, el seu perfil a Cosmopolitan estava subtitulat amb "Utilitza paraules que ruboritzarien treballadors de la construcció, però a la seva boca sonen refinades". Un perfil en Women's Wear era titulat "La dama amb llengua de camioner".
Miles practicant l'orinoteràpia. Citant Gandhi, que n'era partidari, ha seguit la tradició durant trenta anys, mantenint que l'ha mantingut sana i vigorosa.
El 1973, mentre filma L'home que va estimar Cat Dancing, el seu mànager i soci David Whiting mor en misterioses circumstàncies. Durant aquell mateix temps, Miles va tenir un afer amb Burt Reynolds, amb qui coprotagonitzava a la pel·lícula.
Des de 1973, Miles se n'ha anat durant períodes de semijubilació, per només aparèixer en una pel·lícula o un programa TV. Últimament apareixia a Well als Trafalgar Studios i a l'Apollo Theatre davant Natalie Casey.

## Família
Miles es va casar dues vegades amb el dramaturg britànic Robert Bolt, 1967–;1975 i 1988–;1995. Va escriure i dirigir la pel·lícula Lady Caroline Lamb, on Miles interpretava l'heroïna homònima.
El seu germà és el director de cinema, productor i guionista Christopher Miles.

## Filmografia
| Any  | Pel·lícula                                                                                 | Paper                      | Notes |
| ---- | ------------------------------------------------------------------------------------------ | -------------------------- | --- |
| 1962 | Term of Trial                                                                              | Shirley Taylor             | Nominada — BAFTA al millor novell                                                                                           |
| 1963 | El servent (The servant)                                                                   | Vera                       | Nominada — BAFTA a la millor actriu                                                                                         |
| 1963 | The Ceremony                                                                               | Catherine                  | |
| 1965 | Those Magnificent Men in Their Flying Machines                                             | Patricia Rawnsley          | |
| 1965 | Time Lost and Time Remembered                                                              | Cass Langdon               | També coneguda com I Was Happy Here                                                                                         |
| 1966 | Blowup                                                                                     | Patricia                   | |
| 1970 | La filla de Ryan (Ryan's Daughter)                                                         | Rosy Ryan                  | Nominada — Oscar a la millor actriu Nominada — BAFTA a la millor actriu Nominada — Globus d'Or a la millor actriu dramàtica |
| 1972 | Lady Caroline Lamb                                                                         | Caroline Lamb              | |
| 1973 | The Hireling                                                                               | Lady Franklin              | |
| 1973 | L'home que va estimar Cat Dancing                                                          | Catherine Crocker          | |
| 1975 | Bride to Be                                                                                | Pepita Jiménez             | |
| 1976 | El mariner que va caure en desgràcia del mar (The Sailor Who Fell from Grace with the Sea) | Anne Osborne               | Nominada — Globus d'Or a la millor actriu dramàtica                                                                         |
| 1978 | La gran dormida (The Big Sleep)                                                            | Charlotte Sternwood        | |
| 1981 | Priest of Love                                                                             | Film Star                  | |
| 1981 | Venom                                                                                      | Dr. Marion Stowe           | |
| 1984 | Ordeal by Innocence                                                                        | Mary Durant                | |
| 1985 | Vapors (Steaming)                                                                          | Sarah                      | |
| 1987 | Esperança i glòria (Hope and Glory)                                                        | Grace Rowan                | Nominada — BAFTA a la millor actriu                                                                                         |
| 1987 | Passions a Kenya (White Mischief)                                                          | Alice de Janzé             | |
| 1992 | The Silent Touch                                                                           | Helena                     | |
| 2001 | Days of Grace                                                                              | Sissi, La Madre            | |
| 2001 | Jurij                                                                                      | Martina, directora clinica | |
| 2003 | The Accidental Detective                                                                   | Smeralda Mazzi Tinghi      | |

## Televisió
| Any  | Títol                                | Paper               | Notes         |
| ---- | ------------------------------------ | ------------------- | ------------- |
| 1974 | Great Expectations                   | Estella             |               |
| 1976 | Dynasty                              | Jennifer Blackwood  |               |
| 1987 | Queenie                              | Lady Sybil          |               |
| 1990 | A Ghost in Monte Carlo               | Emilie/Sra. Bluet   |               |
| 1994 | Dandelion Dead                       | Catherine Armstrong | mini-sèrie TV |
| 2004 | Agatha Christie's Poirot: The Hollow | Lady Angkatell      |               |

## Llibres
Sarah Miles ha escrit els següents llibres:
- A Right Royal Bastard, ISBN 0-330-33142-6
- Beautiful Mourning, ISBN 0-7528-0140-6
- Bolt from the Blue, ISBN 0-7538-0229-5
- Serves Me Right, ISBN 0-333-60141-6